# 76号美国国道
美國國道76全長548英哩(882公里),橫越美國東西方,從北卡罗来纳州東南部到田纳西州的查塔努加。

## 州份
- 北卡羅來納
- 佐治亞
- 南卡羅來納
- 田納西

## 相關高速公路
- 76号美国国道
- 276号美国国道